# Царска кућа
Царска кућа је први масивни објекат изграђен у Бањој Луци након Аустроугарске окупације. Служио је за смештај војне команде и управе града. Тачан датум изградње није прецизно утврђен. У геодетским картама начињене у периоду од 1880. до 1884. године, уцртана је Царска кућа те се претпоставља да је градња обављена између 1879. и 1883. године.
Објекат има приземље и први спрат готово идентичних карактеристика. За разлику од већине аустроугарских зграда, Царска кућа нема подрум. Централно оријентисани улаз налази се са јужне стране.
Дрвену кровну конструкцију првобитно је прекривао бибер цријеп који је касније замењен фалцованим цријепом.
Царска кућа је заштићено непокретно културно добро у Републици Српској. У овој згради је сједиште Архива Републике Српске.